# شارع بغداد (إسطنبول)
شارع بغداد (بالتركية: Bağdat Caddesi)‏ من أشهر شوارع إسطنبول وأعرقها على الإطلاق.يقع بالجانب الآسيوي أناضول من أسطنبول ضمن حدود بلدية كاديكوي ويمتد إلى حدود بلدية مال تبة (إسطنبول).ويمتد الشارع حوالي 14 كم (8.7 ميل) من الشرق إلى الغرب وهو تقريبا موازي للساحل البحري لبحر مرمرة ويعتبر الجزء الأكثر أهمية من الشارع والتي تكون فيه حركة المرور في اتجاه واحد والذي يمتد على طول 6 كم (3.7 ميل) من بوستنسي إلى كزلتوبراك داخل منطقة كاديكوي. ويمكن أن ينظر إليه على أنه النظير من شارع الاستقلال (اسطنبول) والذي يقع على الجانب الأوروبي أوروبا من حيث الأهمية والروعة
إنه شارع رئيسي يقع في منطقة سكنية واسعة النطاق. يحيط الطريق ذو الاتجاه الواحد الكثير من الأشجار الطائرة دلب ويزخر الشارع بالعديد من مركز تسوق ومتاجر ومحلات الأزياء والملابس والمحلات الأنيقة والتي تقدم ماركات عالمية شهيرة ومطاعم تقدم تشكيلة من المأكولات العالمية والمحلية والحانات والمقاهي ويحتوي الشارع على العديد من معارض السيارات الفاخرة والوكالات المصرفية.يمكن اعتبار شارع بغداد أيضًا مركزًا تجاريًا كبيرًا في الهواء الطلق حيث أن معظم متاجر البيع بالتجزئة مفتوحة طوال أيام الأسبوع، بما في ذلك بعد ظهر يوم الأحد.

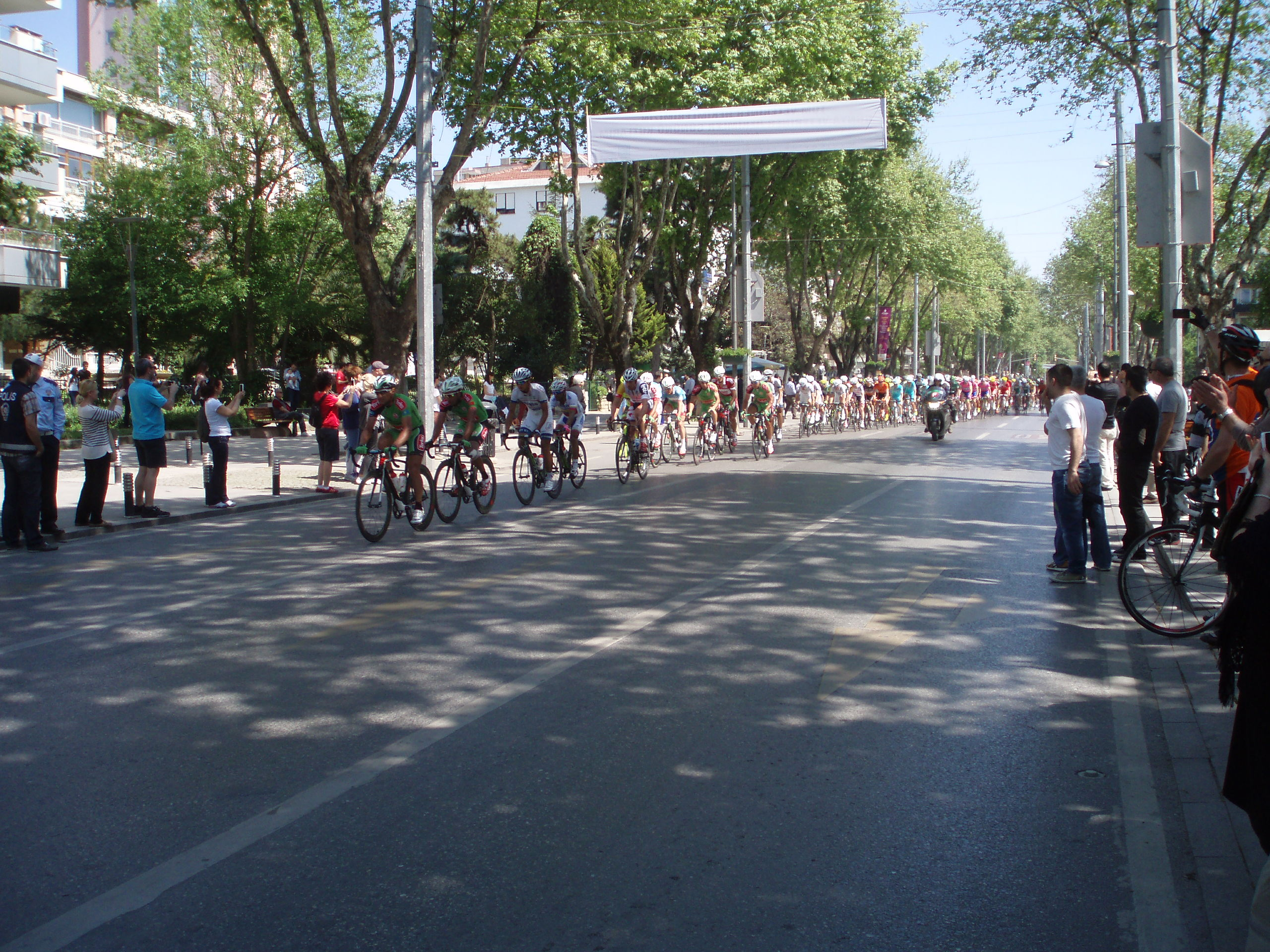
راكبو دراجات في المرحلة الثامنة من جولة ركوب الدراجات الرئاسية الـ49 في تركيا2013 في شارع بغداد

## تاريخ الشارع
يرجع تاريخ هذا الشارع إلى العهد العثماني الدولة العثمانية حيث كان يربط القسطنطينية مع الأناضول خلال فترات الإمبراطورية البيزنطية و الدولة العثمانية حيث كان يستخدم للتجارة والاغراض العسكرية وتمت تسمية هذا الشارع بهذا الاسم بعد أستيلاء السلطان مراد الرابع على بغداد سنة 1638. أزدهر الشارع في عهد السلطان عبد الحميد الثاني و أصبح مركزاً رئيسياً لإقامة الطبقات الغنية، إذ أن باشاوات تلك الفترة وكبار رجالها راحوا يتسابقون لشراء الأراضي في منطقة كاديكوي لبناء منازلهم وقصورهم بجانب قصر السلطان بغية التقرب منه.

## الوصلات الخارجية
- Kadıköy Journal Homepage (بالتركية)
- Bağdat Street Net (بالتركية)
- Bağdat Caddesi 3D Virtual Tour (بالتركية)